# Adiatuanos
Adiatuanos (Adcantuan, Adeantuahnus, Adiatunnus) est un roi des Sotiates, qui a régné en 56 av. J.-C.. Les Sotiates sont un peuple dont le territoire est approximativement localisé dans la région de Sos au sud de la Garonne,.

## Étymologie
Adiatuanos  dérive du gaulois ad- "vers" iantu "désir" signifiant "ambition, empressement",

## Protohistoire

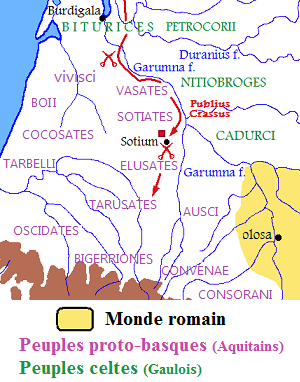
Campagne romaine de Crassus.

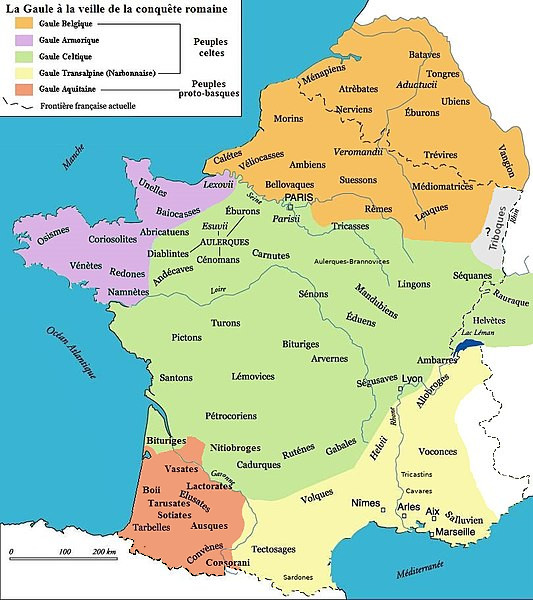
Carte des peuples celtes de Gaule.

Adiatuanos nous est connu par une mention de Jules César, dans ses Commentaires sur la Guerre des Gaules (Livre III, 22) décrivant une bataille contre Crassus, probablement a Bégaar, ainsi que par une inscription monétaire.
«  Tandis que tous les nôtres s'occupaient de l'exécution de ce traité, d'un autre côté de la ville se présenta le général en chef Adiatuanos, avec six cents hommes dévoués, de ceux que ces peuples appellent soldures. Telle est la condition de ces hommes, qu'ils jouissent de tous les biens de la vie avec ceux auxquels ils se sont consacrés par un pacte d'amitié ; si leur chef périt de mort violente, ils partagent son sort et se tuent de leur propre main ; et il n'est pas encore arrivé, de mémoire d'homme, qu'un de ceux qui s'étaient dévoués à un chef par un pacte semblable, ait refusé, celui-ci mort, de mourir aussitôt. C'est avec cette escorte qu'Adiatuanos tenta une sortie : les cris qui s'élevèrent sur cette partie du rempart firent courir aux armes ; et à la suite d'un combat sanglant, Adiatuanos, repoussé dans la ville, obtint cependant de Crassus d'être compris dans la capitulation générale. »
— Jules César, Commentaires sur la Guerre des Gaules, Livre III, 22.
Le nom d'Adiatuanos est aussi mentionné sur une monnaie sous la forme REX ADIETVANVS et au revers SOTIOTA.